# Kanton Lézardrieux
Kanton Lézardrieux (fr. Canton de Lézardrieux) je francouzský kanton v departementu Côtes-d'Armor v regionu Bretaň. Tvoří ho sedm obcí.

## Obce kantonu
- Kerbors
- Lanmodez
- Lézardrieux
- Pleubian
- Pleudaniel
- Pleumeur-Gautier
- Trédarzec